# باشگاه فوتبال دینامو بخارست
باشگاه فوتبال دینامو بخارست (به رومانیایی: Fotbal Club Dinamo Bucureşti) یک باشگاه فوتبال در شهر بخارست در رومانی است که در لیگ دسته اول فوتبال رومانی بازی می‌کند.
این باشگاه در سال ۱۴ مه ۱۹۴۸ تأسیس شده‌است.
باشگاه استوا بخارست رقیب سرسخت این تیم محسوب می‌شود و مسابقهٔ بین این دو تیم تحت عنوان «شهرآورد ابدی» نام‌گذاری شده است.

## نگارخانه

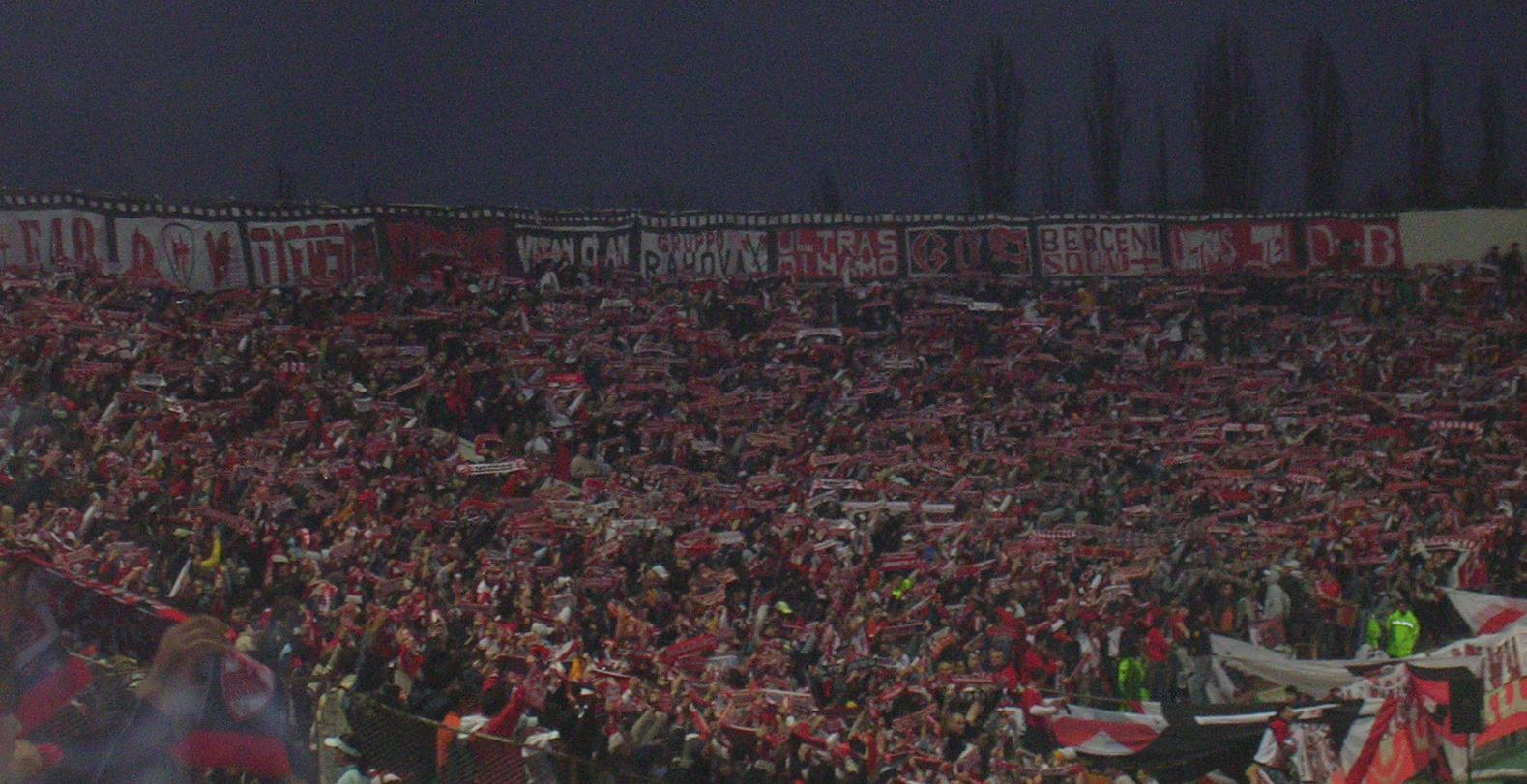